# Józef Kaleta
Józef Kaleta (ur. 28 lutego 1925 w Kasinie Wielkiej, zm. 16 czerwca 2007) – polski ekonomista i polityk, nauczyciel akademicki, profesor nauk ekonomicznych, poseł na Sejm I, II i III kadencji z ramienia SLD.

## Życiorys
W 1954 ukończył studia na Wydziale Prawa Uniwersytetu Wrocławskiego. W 1960 uzyskał na Uniwersytecie Wrocławskim stopień naukowy doktora – na podstawie pracy System finansowy gospodarki komunalnej w Polsce Ludowej napisanej pod kierunkiem Lesława Adama. W 1960 habilitował się. W 1971 otrzymał tytuł profesorski w zakresie nauk ekonomicznych.
Pracował w administracji samorządowej i wojewódzkiej. Od 1957 do 1995 był związany z Akademią Ekonomiczną we Wrocławiu. Od 1976 był profesorem zwyczajnym, a w latach 1979–1987 i ponownie od 1990 do 1993 zajmował stanowisko rektora. Wchodził w skład Komitetu Nauk Ekonomicznych PAN oraz Komitetu Prognoz „Polska 2000 Plus”.
Od 1967 należał do Polskiej Zjednoczonej Partii Robotniczej. W latach 1981–1984 był przewodniczącym Miejskiej Rady Narodowej we Wrocławiu oraz Wojewódzkiej Rady Narodowej województwa wrocławskiego. W 1989 brał udział w obradach Okrągłego Stołu po stronie rządowej. Od 1991 do 2001 sprawował mandat posła na Sejm I, II i III kadencji z ramienia Sojuszu Lewicy Demokratycznej, reprezentując okręgi wrocławskie: nr 11 i nr 50. W 1997 był marszałkiem seniorem, w 2001 nie ubiegał się o reelekcję i wycofał się z bieżącej polityki.
Opublikował liczne prace naukowe z zakresu finansów publicznych i ekonomii, w tym około 20 książek. Odznaczony m.in. Medalem Komisji Edukacji Narodowej, a w 1978 Krzyżem Komandorskim Orderu Odrodzenia Polski.
Został pochowany na Cmentarzu Grabiszyńskim.
Jego syn Andrzej Kaleta został profesorem, objął funkcję rektora Uniwersytetu Ekonomicznego we Wrocławiu.

## Wybrane publikacje[5]
- Planowanie finansowe w przedsiębiorstwie przemysłowym (1972).
- Finanse organizacji gospodarczych (1974, współautor).
- Finanse przedsiębiorstw w warunkach reformy gospodarczej (1985).
- Jak wyjść z kryzysu. Alternatywny program gospodarczy (1994).